# Chiesa di Aqaba
La chiesa di Aqaba è una chiesa del III secolo situata ad Aqaba, in Giordania. È considerato l'edificio costruito intenzionalmente per le celebrazioni cristiane più antico al mondo. La chiesa è stata riportata alla luce dagli archeologi nel 1998.
È probabile che la sua posizione periferica all'interno dell'impero romano l'abbia salvata dalla distruzione durante la Grande Persecuzione, scoppiata pochi anni dopo la costruzione della chiesa.

## Scoperta e identificazione come chiesa
Il sito è stato scoperto nella città costiera giordana di Aqaba nel giugno 1998 da un gruppo di archeologi che presto hanno iniziato a dissotterrare le rovine. Gli archeologi capirono presto l'unicità della chiesa per il suo stile architettonico, che confutava la percezione tra gli storici che le prime chiese in Giordania risalivano alla fine del IV secolo. Le chiese più antiche scoperte in altre parti del mondo non erano originariamente usate come tali, un caso famoso è la chiesa domestica del III secolo a Dura-Europos in Siria.
L'archeologo della North Carolina State University, S. Thomas Parker, che guidò gli scavi, identificò l'edificio come una chiesa basata sulla sua forma basilicale, l'orientamento verso est e alcuni reperti specifici come le lampade di vetro. Una tomba del cimitero adiacente conteneva parti di una croce di bronzo, che indicavano che apparteneva a un cristiano. È documentato che nel 325, al Primo Concilio di Nicea, fu tra i partecipanti un vescovo di Aila. Aila è il nome romano e bizantino di Aqaba, e l'esistenza di un vescovo indica che Aila aveva una consistente popolazione cristiana a quel tempo. Le chiese di mattoni di fango un po' più recenti ma costruite similmente sono conosciute in Egitto.

## Storia
La chiesa di Aqaba fu costruita nel tardo III o all'inizio del IV secolo, come indicato dai ritrovamenti di ceramiche delle sue fondazioni. La sua prima fase fu datata tra il 293 e il 303, il che la rende più antica della Chiesa del Santo Sepolcro di Gerusalemme e della Chiesa della Natività a Betlemme, entrambe costruite alla fine del 320. Precede la persecuzione anticristiana di Diocleziano del 303-313, una delle più grandi nella storia romana, durante la quale l'edificio fu apparentemente abbandonato. La grande persecuzione ha portato alla rimozione di diversi edifici cristiani nella regione; lo stato di buona conservazione di questa chiesa è attribuito alla sua posizione periferica all'interno dell'impero romano. A un certo punto tra la fine dell'ondata di persecuzione di Diocleziano e l'anno 330, la chiesa fu ristrutturata e rimase in uso fino alla sua distruzione durante il catastrofico terremoto del 363. La sua fine è datata sulla base delle ultime monete trovate lì dall'archeologo, che sono dal 337-361. Una volta abbandonato, l'edificio in rovina fu presto riempito dalla sabbia soffiata dal vento, che contribuì a mantenere le sue mura a un'altezza notevole.

## Descrizione
L'edificio aveva la forma di una grande basilica a tre navate, con un nartece, e orientato su un asse est-ovest. Misurava 26 m per 16, venne costruito con mattoni di fango su fondamenta di pietra, con probabilmente una navata a volta e corridoi e porte ad arco. I resti di una scala suggeriscono che aveva un secondo piano. La navata terminò in una zona del coro seguita da un'abside rettangolare.
Gli archeologi hanno scoperto muri alti fino a 4,5 metri, le fondamenta di uno schermo del coro, una scatola di raccolta con monete, frammenti di lampade a di olio di vetro e un cimitero con 24 scheletri immediatamente adiacente alla chiesa.
La chiesa inizialmente ospitò circa 60 fedeli ed è stata ampliata dopo la persecuzione diocleziana per ospitare fino a 100 fedeli.